# Vyšný Tvarožec
Vyšný Tvarožec (rusiń. Вышнїй Тварожець, Wysznij Twarożeć) – wieś (obec) na Słowacji położona w kraju preszowskim, w powiecie Bardejów. Pierwsze wzmianki o miejscowości pochodzą z roku 1414.
Według danych z dnia 31 grudnia 2010, wieś zamieszkiwało 116 osób, w tym 49 kobiet i 67 mężczyzn.
W 2001 roku rozkład populacji względem narodowości i przynależności etnicznej wyglądał następująco:
- Słowacy – 44,12%
- Rusini – 44,85%
- Ukraińcy – 6,62%

Ze względu na wyznawaną religię struktura mieszkańców kształtowała się w 2001 roku następująco:
- Katolicy rzymscy – 2,94%
- Grekokatolicy – 78,68%
- Ewangelicy – 0.74%
- Prawosławni – 11,76%
- Nie podano – 5,15%